# 鷹尾村
鷹尾村（たかのおむら）は、福岡県山門郡にあった村。現在の柳川市の一部。

## 地理
矢部川下流域右岸の平野に位置していた。

## 歴史
- 1889年（明治22年）4月1日 - 町村制の施行により、山門郡鷹尾村、六合村が合併して村制施行し、鷹尾村が発足[1][3]。
- 1907年（明治40年）3月20日 - 山門郡塩塚村、有明村と合併して大和村を新設して廃止された[1][3]。

## 交通
- 港：鷹尾河口港[3]